# Херман фон Алвенслебен
Херман Карл Рудолф Гебхард фон Алвенслебен (на немски: Hermann Karl Rudolf Gebhard von Alvensleben; * 10 април 1809, Шохвиц, днес част от Залцатал; † 8 януари 1887, Шохвиц) е благородник от род Алвенслебен, собственик на рицарското имение Шохвиц в Саксония-Анхалт и пруски генерал-лейтенант.

## Биография
Той е син на пруския генерал-лейтенант Йохан Фридрих Карл II фон Алвенслебен (1778 – 1831) и съпругата му Каролина фон Хиршфелд (1783 – 1849), дъщеря на пруския сухопътен генерал Карл Фридрих фон Хиршфелд (1747 – 1818). Дядо му съветникът Гебхард XXVIII фон Алвенслебен (1734 – 1801) от Айхенбарлебен купува през 1783 г. имението Шохвиц и го преписва на баща му през 1799 г.
След кадетното училище в Берлин Херман фон Алвенслебен влиза на 28 юли 1827 г. в пруската войска. През 1866 г. участва като генерал-майор във войната срещу Австрия. След войната е повишен на генерал-лейтенант и командир на дивизия на кавалерията. На 5 септември/14 декември 1867 г. става шеф на военния институт в Хановер.
През 1870 г. Херман е в Бремен за наблюдението на брега до март 1871 г. Той се пенсионира на 15 април 1871 г. и се оттегля в имението си Шохвиц.

## Фамилия
Херман фон Алвенслебен се жени на 6 октомври 1836 г. в Добриц за Каролина фон Калич (1814 – 1878). Те имат децата:
- Бусо Фридрих Карл (1840 – 1870), убит при Ла Бланшет, женен 1865 г. за Женни Анна Кукайн (1848 – 1868)
- Лудолф Херман Артур (* 11 ноември 1844, Потсдам; † 8 декември 1912, Хале на Заале), генерал-майор, женен за фрайин Антоанета фон Рикоу (1870 – 1950)
- Мехтилд Елизабет Агнес (1859 – 1941), омъжена на 27 декември 1890 г. за пруския генерал-лейтенант граф Алкмар II фон Алвенслебен (* 16 септември 1841; † 10 ноември 1898)
- Гертруд Елизабет Паулина (1852 – 1946), омъжена 1878 г. за Хайнрих Бартелс (1848 – 1914), господар на Лангендорф
- Елзбет Каролина Евгения (* 10 февруари 1856, Потсдам, Бранденбург; † 10 март 1945, Линен, Вестфалия), омъжена на 16 януари 1886 г. в Шохвиц за фрайхер Георг Фридрих Александер фон Шварценберг-Хоенландсберг (* 7 октомври 1842; † 25 март 1918)

## Памет
В Хановер на него е наречена улицата „Алвенслебенщрасе“.